# 莱格多夫
莱格多夫是德国石勒苏益格－荷尔斯泰因州的一个市镇。总面积5.96平方公里，总人口2553人，其中男性1271人，女性1282人（2011年12月31日），人口密度428人/平方公里。